# Interleukina 35
Interleukina 35 (IL-35) – cytokina należąca do rodziny IL-12, wydzielana przede wszystkim przez limfocyty T regulatorowe i hamująca odpowiedź odpornościową. Białko to składa się z dwóch podjednostek: IL-12α oraz IL-27β kodowanych – odpowiednio – przez geny IL12A oraz EBI3.
Główną funkcją IL-35 jest hamowanie odpowiedzi odpornościowej zależnej od komórek Th1 i Th17, przy jednoczesnym wspieraniu limfocytów T regulatorowych. Jest to widoczne w przebiegu ciąży, kiedy to komórki trofoblastu wydzielają znaczne ilości IL-35 i w ten sposób organizm matki uzyskuje tolerancję względem antygenów ojcowskich. Dzięki temu trofoblast indukuje powstawanie komórek Treg i w konsekwencji ograniczenie reakcji na komórki płodu. Ogólnie IL-35 działa na zasadzie sprzężenia zwrotnego ujemnego: jest produkowana przez pobudzone limfocyty prowadząc do zahamowania ich funkcji, co ułatwia wygaszenie odpowiedzi odpornościowej.
Mechanizm ten może być wykorzystany przez niektóre patogeny, np. rinowirusy mogą indukować wytwarzanie IL-35, co powoduje spowolnienie odpowiedzi odpornościowej przeciwko tym wirusom. Podobne zjawisko zaobserwowano w przypadku HBV. Również w przypadku chorób nowotworowych stwierdzono, że wydzielanie IL-35 przez komórki guza hamuje odpowiedź odpornościową i prowadzi do szybszego wzrostu nowotworu. Immunosupresyjne działanie IL-35 może być potencjalnie pomocne w terapii pacjentów po przeszczepach narządów.
IL-35 jest wydzielana przez limfocyty B regulatorowe, stymuluje również powstawanie tych komórek.
Receptorem dla IL-35 jest heterodimer składający się z białek gp130 oraz IL-12Rβ2, który uruchamia szlaki sygnałowe zależne od białek STAT1 i STAT4.